# Peter Temple-Morris, Baron Temple-Morris
Peter Temple-Morris, Baron Temple-Morris (* 12. Februar 1938 in Cardiff; † 1. Mai 2018) war ein britischer Politiker der Conservative Party sowie später der Labour Party. Er vertrat 27 Jahre lang den Wahlkreis Leominster im House of Commons und war seit 2001 Mitglied des House of Lords.

## Leben

### Rechtsanwalt und Unterhausabgeordneter
Nach dem Besuch des Malvern College begann Temple-Morris, Sohn eines Rechtsanwalts, ein Studium der Rechtswissenschaften am St Catharine’s College der University of Cambridge, an dem er 1958 einen Bachelor (B.A. Laws) erwarb. Während seines weiteren Studiums war er 1961 Vorsitzender der Konservativen Vereinigung der University of Cambridge und erhielt 1962 seine anwaltliche Zulassung als Barrister bei der Anwaltskammer von Inner Temple. Im Anschluss war er bis 1989 als Rechtsanwalt tätig.
Mitte der 1960er Jahre begann er sich zunehmend für die Conservative Party zu engagieren und bewarb sich für diese bei den Unterhauswahlen am 15. Oktober 1964 und am 31. März 1966 im Wahlkreis Newport sowie bei den Unterhauswahlen am 18. Juni 1970 jeweils erfolglos für ein Mandat im Unterhaus. Während dieser Zeit war er zwischen 1968 und 1971 erstmals Mitglied des Exekutivkomitees der Gesellschaft der konservativen Rechtsanwälte (Society of Conservative Lawyers).
Bei den Unterhauswahlen am 28. Februar 1974 wurde Temple-Morris für die konservativen Tories schließlich zum Abgeordneten in das House of Commons gewählt und vertrat in diesem bis zum 7. Juni 2001 den Wahlkreis Leominister. Nachdem er am 21. November 1997 aus der Conservative Party ausgetreten war, blieb er zunächst als Parteiloser im Unterhaus, ehe er am 21. Juni 1998 Mitglied der Labour Party und diese bis zu seinem Ausscheiden aus dem Unterhaus vertrat.

### Nebenamtliche Funktionen
Während seiner langjährigen Mitgliedschaft im House of Commons war Temple-Morris, der zwischen 1975 und 1980 Vorsitzender des ständigen innenpolitischen Arbeitskreises der Denkfabrik Bow Group war, zwischen 1977 und 1997 Mitglied des britischen Exekutive bei der Interparlamentarische Union (IPU) sowie zwischen 1982 und 1985 auch deren Vorsitzender. Daneben gehörte er von 1978 bis 2002 dem Verwaltungsrat des Malvern College als Mitglied an.
1979 war er kurzzeitig Parlamentarischer Privatsekretär von Verkehrsminister Norman Fowler und dann sowohl 1980 als auch 1984 Mitglied der parlamentarischen Delegation bei den Vereinten Nationen. Des Weiteren engagierte er sich zwischen 1985 und 1993 als Vize-Vorsitzender der Britisch-Sowjetischen Gesellschaft sowie von 1987 bis 2005 als Ehren-Vizepräsident der britischen UN-Vereinigung.
Temple-Morris, der seit 1988 Chevalier du Tastevin war, war zwischen 1990 und 1997 erneut Mitglied des Exekutivkomitees der Society of Conservative Lawyers sowie zuletzt von 1995 bis 1997 deren Vorsitzender. Zwischen 1990 und 1997 war er Gründungsvizevorsitzender der Britisch-Irischen Parlamentarischen Körperschaft und anschließend bis 2005 Mitglied dieser Vertretung. Darüber hinaus war er zwischen 1992 und 1997 Vorsitzender der Gruppe der Solicitors des Ober- und Unterhauses und amtierte weiterhin von 1993 bis 1998 als Vize-Vorsitzender des britischen Zentrums für Russland und Osteuropa.
Außerdem übernahm Temple-Morris zwischen 1994 und 1998 die Funktion als Exekutivmitglied der Parlamentarischen Vereinigung des Commonwealth of Nations und war in dieser Zeit 1996 deren Vize-Vorsitzender. Zugleich fungierte er von 1995 bis 2009 als Präsident der Iranischen Gesellschaft sowie von 1997 bis 2009 als Mitglied des Beratungsgremiums des britischen Instituts für persische Studien.

### Mitglied des Oberhauses
Temple-Morris, der seit 1999 auch Mitglied der Weinbruderschaft Jurade De St Emilion war, wurde nach seinem Ausscheiden aus dem House of Commons 2001 als Life Peer mit dem Titel Baron Temple-Morris, of Llandaff in the County of South Glamorgan and of Leominister in the County of Herefordshire in den Adelsstand erhoben und gehörte damit als Mitglied dem House of Lords an.
Daneben war er von 2002 bis 2004 Vorsitzender der Britisch-Iranischen Handelskammer sowie 2004 Präsident des St Catharine’s College innerhalb der Cambridge Society. Darüber hinaus fungierte er seit 2007 als Komiteemitglied des renommierten Reform Club und gehörte zudem zwischen 2008 und 2009 zum Beraterstab des Lordkanzlers für die nationalen Aufzeichnungen und Archive.